# My Name Is Barbra
My Name Is Barbra — первый из двух студийных альбомов Барбры Стрейзанд, выпущенных специально в сопровождение к получившему Эмми телешоу CBS My Name Is Barbra. Премьера шоу состоялась 28 апреля 1965 года, режиссёром и хореографом выступил Джо Лейтон. Брат Барбры сделал снимок для обложки, когда ей было 5 лет. Альбом был сертифицирован как золотой и занял 2-ю строчку в Billboard Top LPs.

## Об альбоме
Альбом-саундтрэк My Name is Barbra был выпущен в мае 1965 года (его сиквел, My Name Is Barbra, Two…, был выпущен в октябре того же года, чтобы совпасть с повторной трансляцией шоу на ТВ).
Барбра записывала оба альбома на студии Columbia Studio A, расположенной в Нью-Йорке.
Роджер Перри и Джонни Мелфи написали бродвейский мюзикл под названием «Nothing Can Stop Me Now». Джеймс Даррен спел одну из песен для мюзикла — «A Kid Again» — во время его выступления в ночном клубе Cocoanut Grove. Барбра была в аудитории той ночью и сказала Перри и Мелфи, что хотела бы записать эту песню.
Стрейзанд записала несколько номеров из мюзикла «Оленёнок», который был впервые показан 10 декабря 1965 года в Alvin Theatre и был закрыт спустя три шоу. Мюзикл был основан на получившей пулитцеровскую премию повести о мальчике и его любимом олене писательницы Марджори Ролингс. Композитором мюзикла был Майкл Леонард (который, как сообщалось, работал над вокалом Стрейзанд). Из записей Леонарда Барбра спела «I’m All Smiles», «My Pa», «Why Did I Choose You?» и «The Kind of Man a Woman Needs».
Песню «My Pa» Барбра записывала дважды. Помимо альбомной версии, на би-сайде сингла «Why Did I Choose You?» была доступна песня «My Love», с той же мелодией, но другим текстом.
Дион МакГрегор и Майкл Барр представили песню «Where is the Wonder» Стрейзанд её менеджеру, Марти Эрличмену, ещё в 1962 году. Она наконец записала эту песню для этого альбома.
«I Can See It», написанная Томом Джонсом и Харви Шмидтом, звучала в самом «долгоиграющем» мюзикле «Фантастикс». Включая «I Can See It», Стрейзанд записала четыре песни с этого мюзикла («Soon It’s Gonna Rain» и «Much More» для The Barbra Streisand Album и «Try to Remember» для Color Me Barbra).
Барбра немного изменила текст песни «If You Were the Only Girl in the World» из мюзикла «Girl to Boy». Песня была написана в 1916 году Натом Эйером и Клиффордом Греем.
Версия «My Man» Барбры появилась впервые на My Name Is Barbra. Песня стала для неё визитной карточкой. Морис Ивен написал «Mon Homme»; Дж. Чарльз и А. Виллемец написали французский текст песни; Чанинг Поллак написал английский. Песня была переименована «My Man», когда Фанни Брайс сделала её запись в Америке в 1921 году. Билли Холидей и Эдит Пиаф также записывали известные версии песни. Барбра позже исполнила «My Man» в оскароносном фильме «Смешная девчонка» в 1968 году.
Комедиант и пародист в 60-х Аллан Шэрман в 1965 выпустил альбом My Name is Allan Sherman, обложка которого пародирует альбом Стрейзанд.

## Чарты
Альбом дебютировал в чарте США Billboard 200 22 мая 1965 года, в итоге достигнув своего пика на втором месте. 2 декабря того же года альбом был сертифицирован золотым. Провёл в чарте 68 недель.
С My Name is Barbra было выпущено два сингла. Первый, «Why Did I Choose You?» / «My Love» дебютировал в Billboard Hot 100 3 апреля 1965 года, но не поднялся выше 77-й строчки, продержавшись в чарте 5 недель. Второй сингл «My Man» / «Where Is the Wonder?» также не имел большого успеха в чартах, расположившись на 79-й позиции и продержавшись в чарте 6 недель.
My Name Is Barbra получил «Грэмми» в номинации «Лучшее женское вокальное поп-исполнение», а также был номинирован в категории «Альбом года».

## Обложка альбома
Брат Барбры, Шелдон Дж. Стрейзанд, сделал фотографию 5-летней Стрейзанд, который появился на обложке этого альбома. Роберт Кэт (графический дизайнер лейбла Columbia Records) и Шелдон Стрейзанд были номинированы на премию «Грэмми» за оформление обложки альбома.
Питер Оливер снял фотосессию для задней обложки.
CD-версия альбома впервые появилась на полках магазинов в сентябре 1987 года. С тем же номером каталога, CD был вновь издан в 1994 году. Оформление CD не изменялось в различных версиях. Обложка диска точно копирует оригинальную LP. Отличилось лишь оформление оборотной стороны обложки, фотография Питера Оливера была обрезана и помещена на зелёном фоне.

## Список композиций
| №  | Название                 | Автор(ы)                                | Длительность |
| -- | ------------------------ | --------------------------------------- | ------------ |
| 1. | «My Name Is Barbra»      | Леонард Бернстайн                       | 0:53         |
| 2. | «A Kid Again» «I’m Five» | Джонни Мелфи, Роджер Перри Милтон Шафер | 1:27 0:38    |
| 3. | «Jenny Rebecca»          | Кэрол Холл                              | 3:03         |
| 4. | «My Pa»                  | Майкл Леонард, Герберт Мартин           | 2:30         |
| 5. | «Sweet Zoo»              | Джеффри Харрис                          | 1:36         |
| 6. | «Where Is the Wonder»    | Майкл Престон Барр, Дион МакГрегор      | 2:18         |

| №  | Название                                | Автор(ы)                                                 | Длительность |
| -- | --------------------------------------- | -------------------------------------------------------- | ------------ |
| 1. | «I Can See It»                          | Том Джонс, Харви Шмидт                                   | 3:06         |
| 2. | «Someone to Watch Over Me»              | Джордж Гершвин, Айра Гершвин                             | 2:43         |
| 3. | «I’ve Got No Strings»                   | Ли Харлайн, Нед Вашингтон                                | 2:49         |
| 4. | «If You Were the Only Boy in the World» | Нат Эйер, Клиффорд Грей                                  | 3:28         |
| 5. | «Why Did I Choose You?»                 | Майкл Леонард, Герберт Мартин                            | 2:49         |
| 6. | «My Man»                                | Жак Шарль, Чаннинг Поллок, Альберт Уиллемец, Морис Ивэйн | 2:57         |

- 11 трек, «Why Did I Choose You?» был представлен в более длинной версии на CD (3:47), чем на оригинальной пластинке (2:49). CD-версия включала инструментальную вставку, которая была удалена с LP.
- 6 трек, «Where Is the Wonder» был изменён на CD 1994 года. Версия 1987 года была длиной 2:15. В версии CD 1994 года была восстановлена мрачное окончание песни, изменив продолжительность песни до 2:19.